# Kanadagås
Kanadagås (Branta canadensis) är en fågel inom släktgruppen gäss med sin ursprungliga utbredning i Nordamerika men som genom introduktion nu har en stor population i Europa och även i Nya Zeeland. Polargåsen behandlades länge som en underart till kanadagåsen men har idag artstatus.

## Utbredning och taxonomi
Kanadagåsens ursprungliga utbredningsområde är Kanada, Alaska och norra USA. Den flyttar söderut på vintern till USA och Mexiko och befinner sig då på ett ungefär mellan 40:e breddgraden och kräftans vändkrets, det vill säga 23:e breddgraden.
Kanadagåsen har vissa överlappande häckningsområden med den nordligare polargåsen (Branta hutchinsii) som tidigare kategoriserades som en underart. Dock hybridiserar de sällan.

### Taxonomi
På grund av skillnader i morfologi, mitokondrie-DNA och ekologiska faktorer beslutade SOF:s taxonomikommitté i januari 2007 att kanadagåsen ska delas upp i de två arterna kanadagås (Branta canadensis) och dvärgkanadagås (Branta hutchinsii). Den senare häckar på tundra längs med kusterna av norra och nordvästra Kanada, Alaska, på Aleuterna och på västra Grönland. Det har visat sig att hutchinsii är mer närbesläktad med vitkindad gås och att den större arten kanadagås genetisk är närmre hawaiigås (Branta sandvicensis). 2024 tilldelades dvärgkanadagåsen det nya svenska trivialnamnet polargås för att betona släktskapet.
Kanadagås delas vanligtvis upp i sju underarter, här fördelade i tre grupper:
- moffitti/maxima-gruppen
  - Branta canadensis moffitti - häckar i området Great Basin, i de centrala delarna av British Columbia, i Alberta, Saskatchewan, sydvästra Manitoba, Washington, Oregon, Kalifornien, Colorado, Utah och Nevada.
  - Branta canadensis maxima - häckar utmed kusterna av västra Alaska.
- occidentalis/fulva-gruppen
  - Branta canadensis occidentalis - häckar i sydvästra Alaska.
  - Branta canadensis fulva - häckar utmed kusterna av södra Alaska och västra British Columbia.
- canadensis-gruppen
  - Branta canadensis parvipes - häckar i de inre delarna av Alaska, västerut till Fairbanksområdet, och i Kanada, i norra Alberta, norra Saskatchewan och norra Manitoba.
  - Branta canadensis interior - häckar i centrala och östra Kanada, i norra Manitoba, norra Ontario och norra Québec.
  - östlig kanadagås[4] Branta canadensis canadensis - häckar i östra Kanada, från sydöstra delen av Baffinön och östra Labradorhalvön till Newfoundland.

### Introduktion runt om i världen

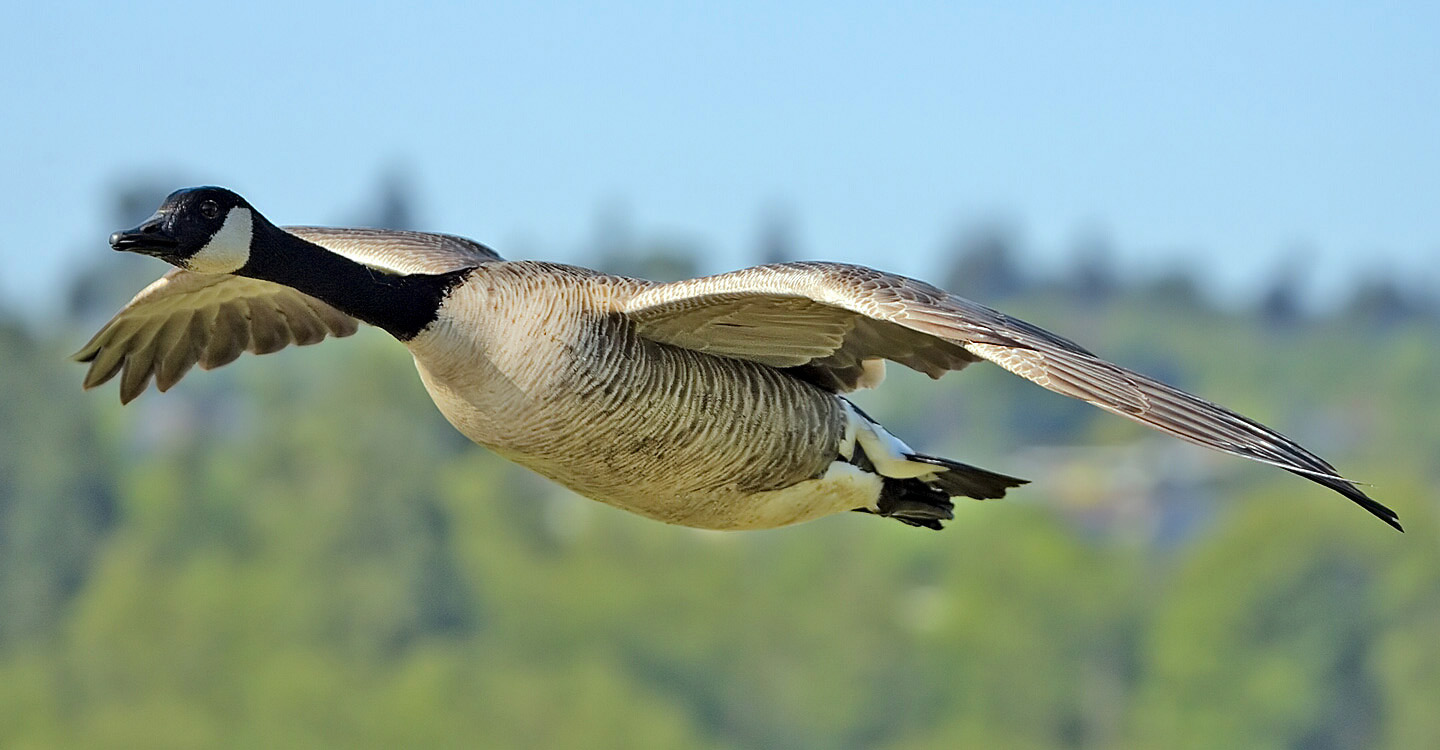
Flygande kanadagås i Burnaby, British Columbia.

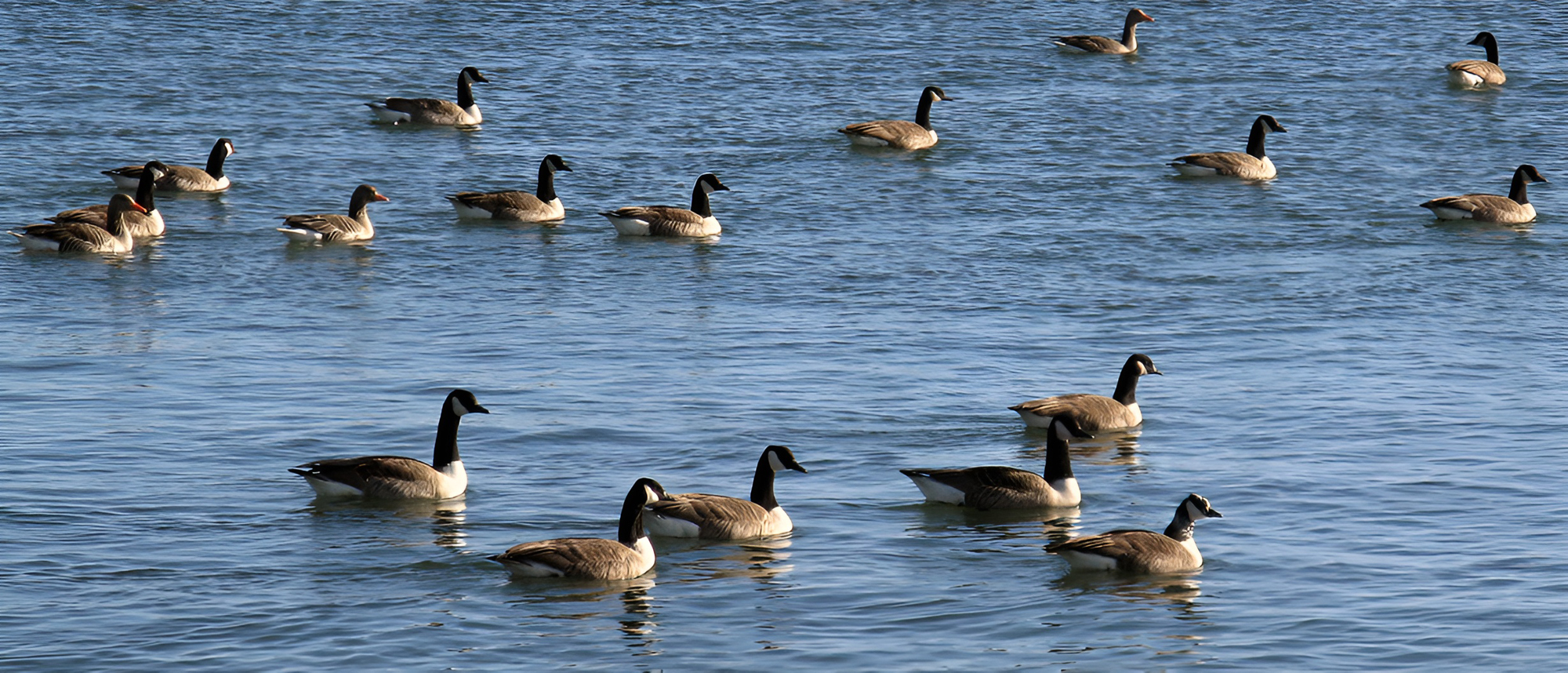
En flock kanadagäss.

Den första inplanteringen av kanadagås i norra Europa skedde i Storbritannien till kung Jakob II av Englands samling av vattenfåglar i St. James's Park i London under 1600-talet. Kanadagåsen planterades sedan in på flera ställen runt om i Europa till olika zoologiska trädgårdar och liknande. Exempelvis köptes två honor in till Trädgårdsföreningen i Göteborg 1870, vilket är de första kända individerna i Sverige. Men det var först under 1900-talet som arten fick någon större spridning i Europa, och talrikast har den blivit i England och Sverige.
År 1927 införde fågelfotografen och dokumentärfilmaren Bengt Berg två individer till Värnanäs i Småland, från en djurpark i Holland. Han hämtade ytterligare individer från Nordamerika, respektive Hagenbecks i Hamburg, 1928 och 1929. Året därpå skedde den första häckningen av kanadagås i Sverige. 1927, samma år som Bengt Berg introducerade arten i Småland, inplanterade Helge Ax:son Johnson kanadagäss till sin fågelanläggning på Berga i Södermanland. Dessa gäss genomförde lyckade häckningar 1932 och 1933. 1933 finns det även säkra källor på att kanadagås häckade i Trelleborgs stadspark. Under 1930-talet inplanterades kanadagås bara till ytterligare två platser i Sverige, Lillfjärden i Hudiksvall och Åbo i Jämtland, i närheten av norska gränsen. 1936 inplanterades Kanadagås till Norge för första gången, som jaktvilt.
1940 flyttade Bengt Berg till Eriksberg i Blekinge där utplanteringar fortsatte. Från början skedde inplantering på grund av att kanadagåsen sågs som en vacker fågel i fågelparker och liknande. Men ganska snart blev svenska jägare intresserade av den som ett byte varför en utbredd utplantering inleddes, ända upp till lappmarken. Så sent som på 1960- och 1970-talen planterades kanadagäss ut i svenska marker. I början av 1960-talet introducerades den till Finland som jaktvilt. Sammantaget ledde detta till en kraftig spridning och ökning av arten, inte bara till stora delar av Sverige utan även till Norge, Finland och Danmark. Första kanadagåsparet häckade i Estland 1996.
I Västra palearktis förekommer kanadagåsen idag som friflygande population över merparten av Sverige, södra och centrala Norge, och sydvästra Finland, men även lokalt längre norrut i Finland. Den förekommer även över stora delar av Storbritannien och i mindre utsträckning i Danmark, Tyskland, Nederländerna, Frankrike, Belgien, Ukraina och Ryssland.
Till skillnad från sina släktingar i Nordamerika har den nordeuropeiska populationen inte utvecklat någon specifik flyttrutt utan drar sig söderut på vad som verkar vara ett mer slumpartat vis. Många övervintrar i trakterna kring Danmark, Nederländerna och Polen. Vissa drar sig söderut till Spanien och Italien och man har haft övervintrande kanadagås på Azorerna. På nordliga platser, där vattnet på konstgjord väg hålls öppet vintertid, är det vanligt att kanadagåsen övervintrar. Den brittiska populationen är till absolut största delen stannfåglar.
Många nordeuropeiska kanadagäss är halvtama och håller till i parker och dammar nära människor.
Kanadagåsen har också introducerats till Nya Zeeland och till några delar av Kina som Peking och Hebei..

## Utseende

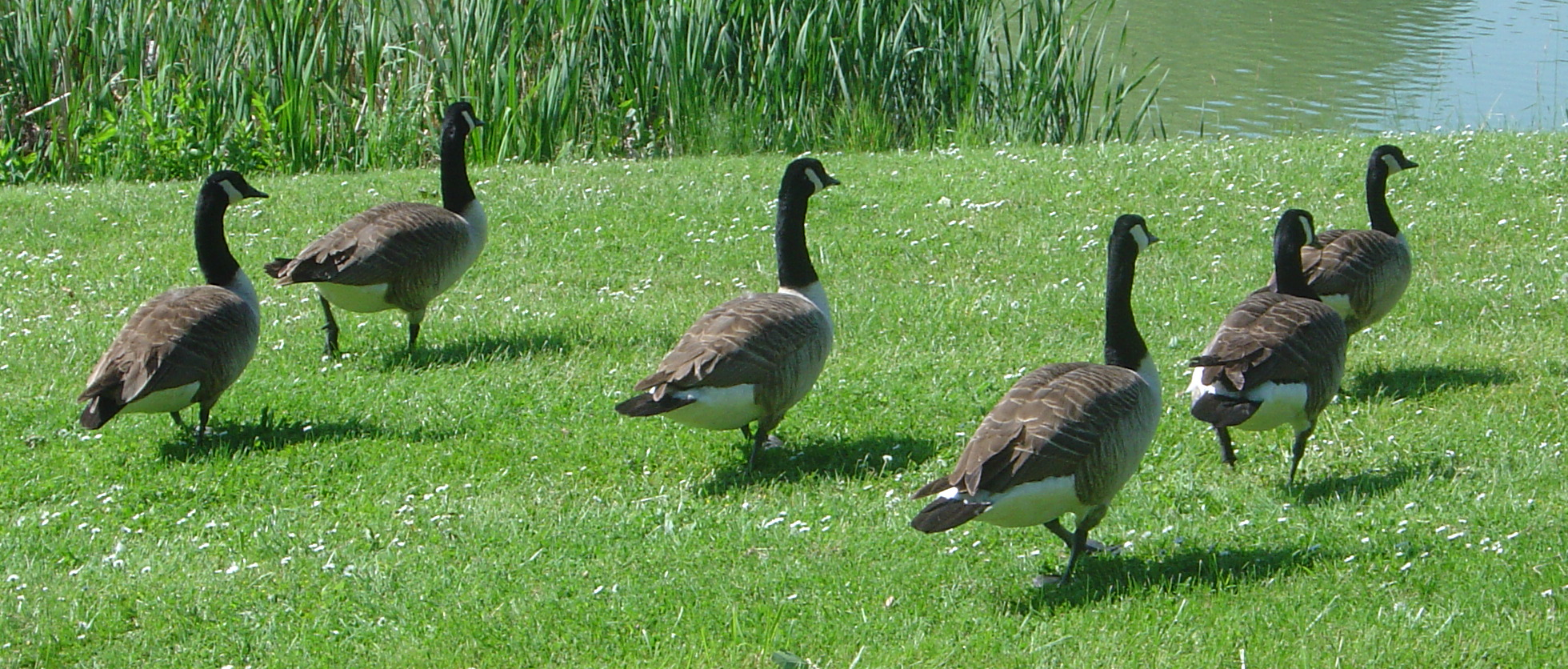
Kanadagäss på École polytechniques campus.

Kanadagås är den största och mest långhalsade gåsen som häckar i Europa med en längd på mellan 90 och 105 centimeter, ett vingspann mellan 1,6 och 1,8 meter och en genomsnittlig vikt på 4 500 gram, men de kan väga upp till 5 500 gram. Könen och åldrarna är lika. Huvud och hals är svart med en vit fläck på strupen. Näbben och fötterna är gråsvarta. Bröstet är ljust. Buken och kroppssidorna är beigebruna med tydliga tvärband. Vingovansidan och ryggen mörkare gråbrun. Under- och övergump vit och stjärten svartgrå.
Underarten B. c. occidentalis är mindre än nominatformen med en genomsnittlig längd på cirka 95 cm och en genomsnittlig vikt på 3 500 gram. Den skiljer sig också från nominatformen genom sin mycket mörka fjäderdräkt där bröstet och vingovansidan är mörkt brun. Vissa populationer av denna underart har en liten vit strupfläck och hos vissa individer kan den saknas helt.

### Morfologiska skillnader mellan kanadagås och polargås
Polargåsen ser ut som en mindre kanadagås, med proportionerligt kortare hals och mindre näbb. Flertalet av polargåsens underarter, som B. h. leucopareia och B. h. minima är också mörkare än kanadagåsens underarter (förutom B. c. occidentalis som har mycket mörkt bröst). Polargåsens nominatform hutchinsii är den underart som till fjäderdräkten är mest lik kanadagåsen, då den har ett ljust bröst, vilket emellertid har en gråare nyans än de ljusbröstade underarterna av kanadagås. Dess huvudform är fyrkantigt med en brant sluttande panna, till skillnad från den mer rundade huvudformen hos minima. Underarten B. h. leucopareia har en vit halsring mellan den svarta halsen och det mörkbruna bröstet. Denna vita halsring förekommer hos individer inom alla populationer av både polargås och kanadagås, men inte lika ofta.

## Läten
Kanadagåsen är en ljudlig fågel. Typiska lätet är ett nasalt, tvåstavigt "år-lytt", där den andra stavelsen nästan går upp i falsett. Även andra tutande läten hörs.

## Ekologi

### Biotop
Kanadagåsen förekommer främst i öppna sjöar och i skärgården, men även i parker och jordbruksbygd med mindre sjöar eller dammar. Den verkar föredra stränder som är förhållandevis fasta. Den häckar även i myrområden som har större vattenspeglar. Oftast placeras boet bara några meter från vattnet, men ibland förekommer det också bon långt upp på land.

### Häckning

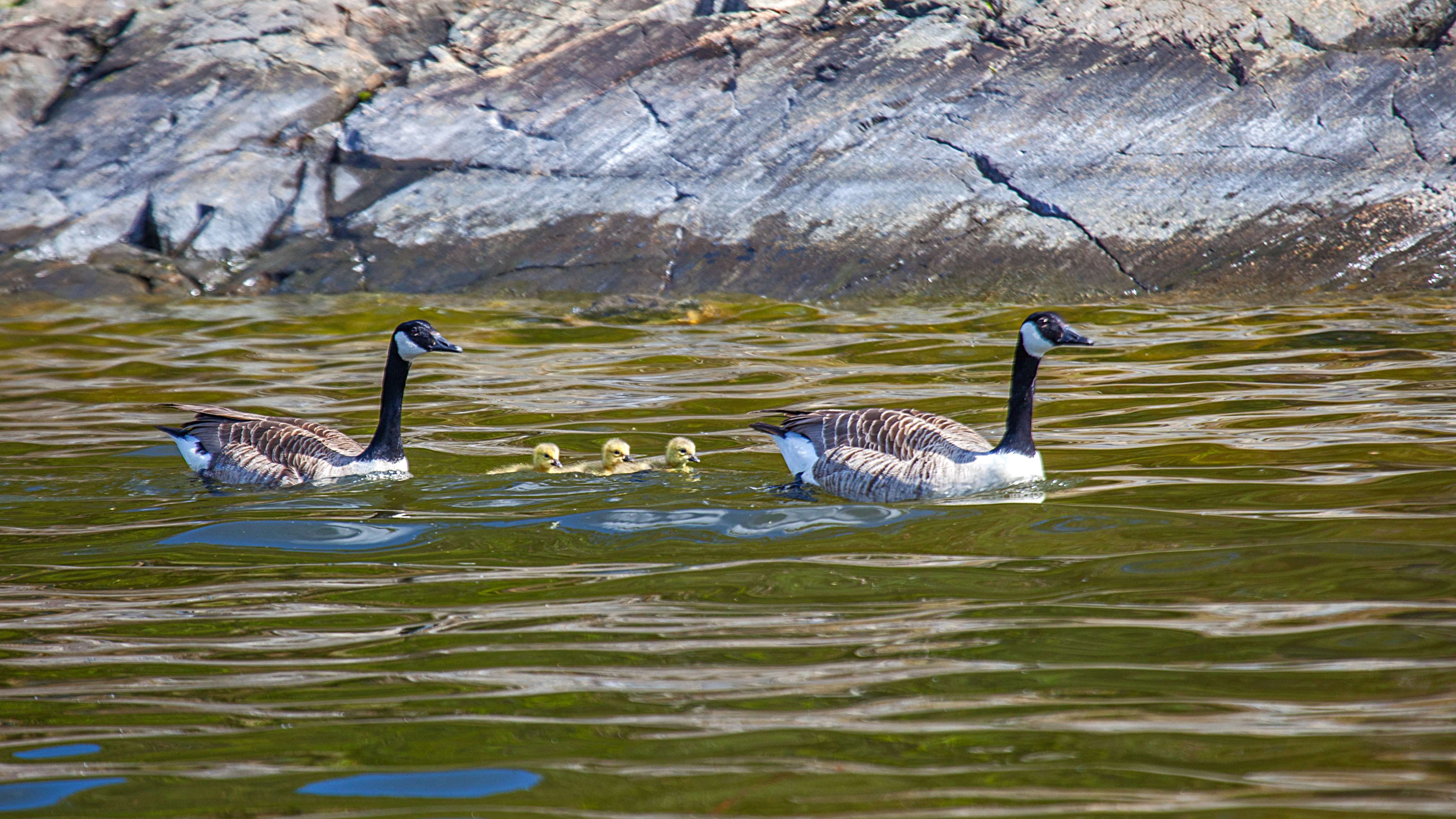
Kanadagäss med nykläckta ungar.

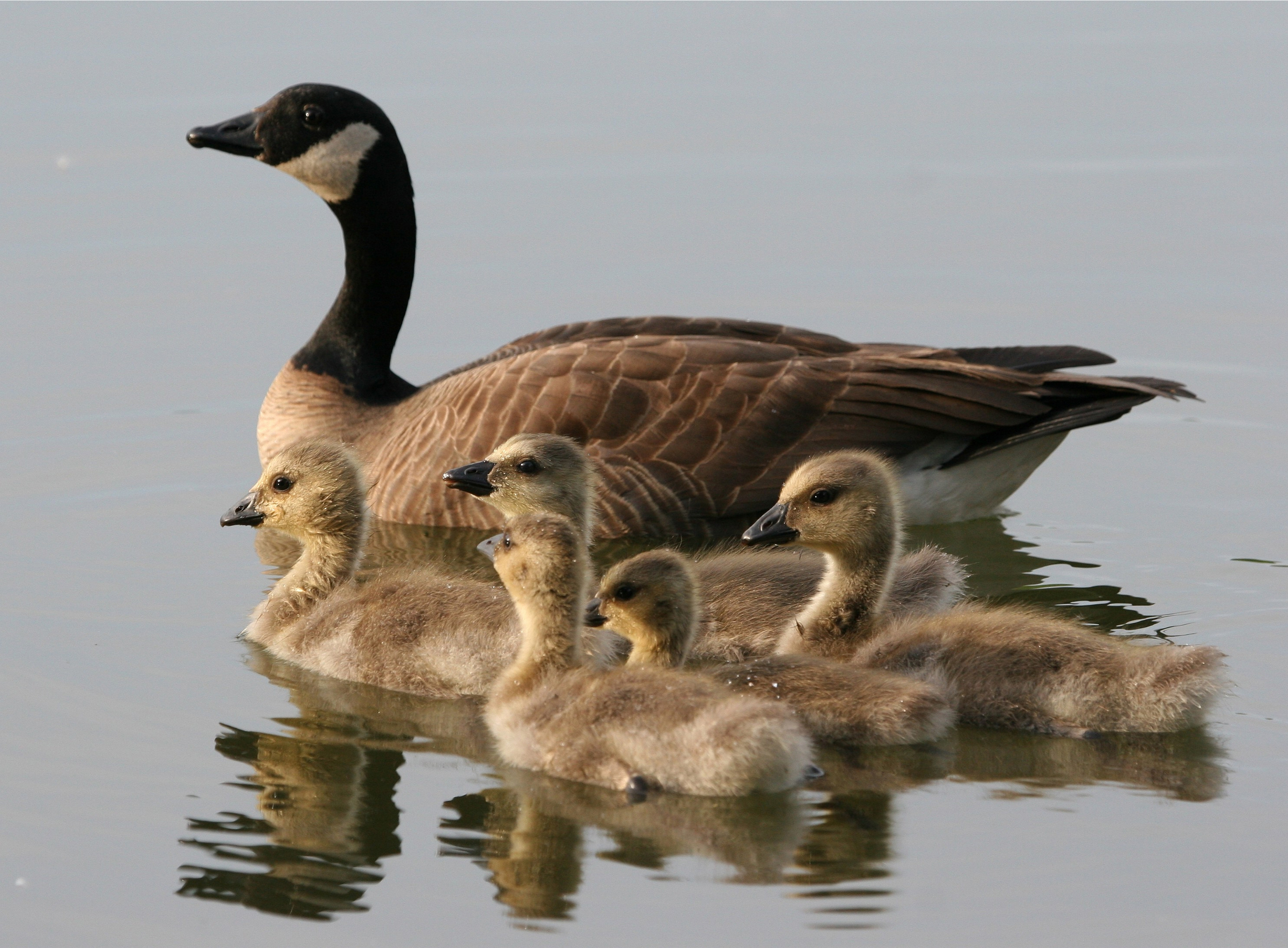
Kanadagås med ungar.

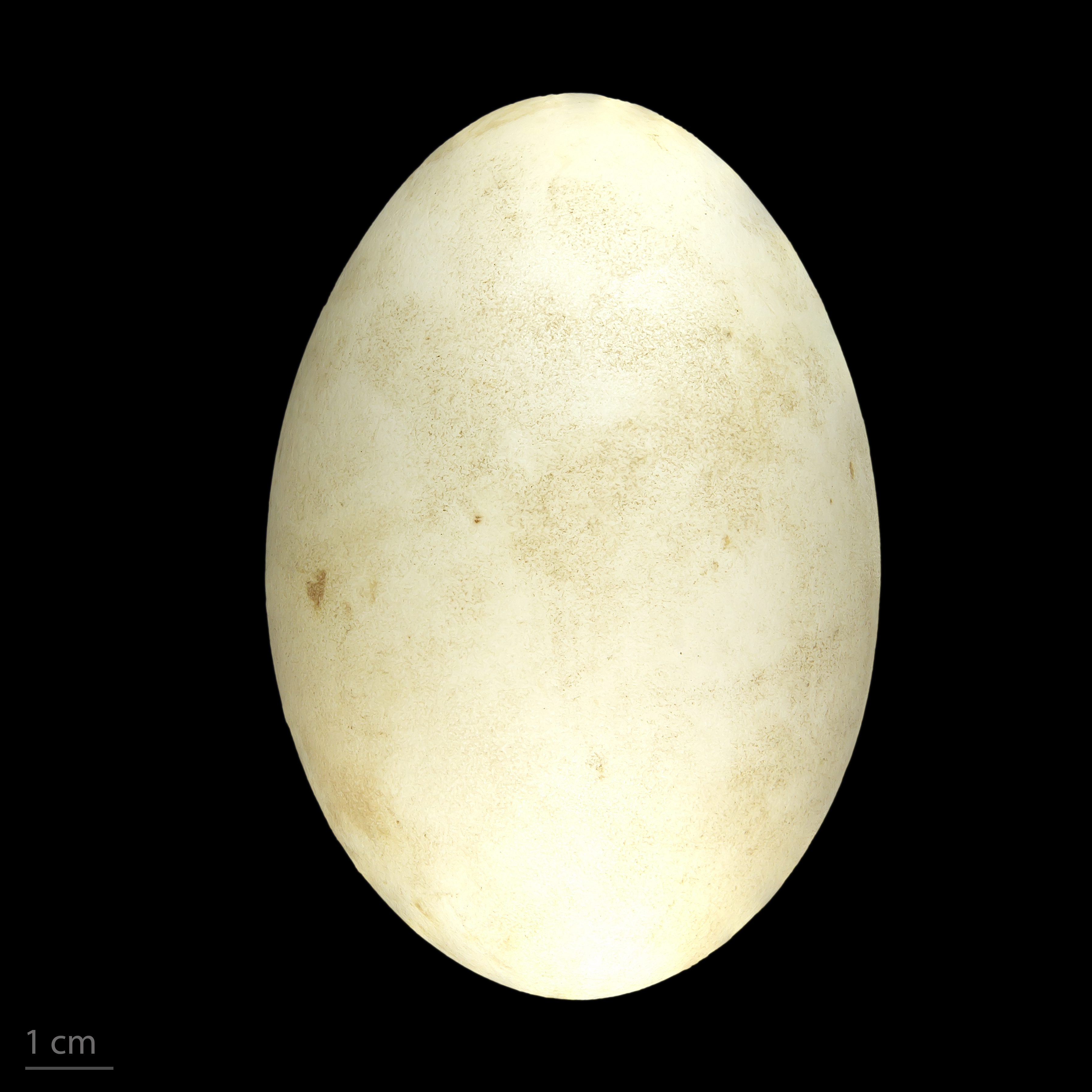
Ägg av kanadagås.

Utanför häckningstiden lever kanadagåsen i stora flockar. Häckning sker främst i områden med högt gräs och vegetation. Boet är en grop i marken med gräs, pinnar och torv som fylls med gråvitt dun. Honan lägger de enfärgat gråvita äggen främst mellan april och maj, oftast fem till sju ägg som i genomsnitt brukar väga 175,5 gram per styck som nylagt. Äggen ruvas i ungefär 30 dygn och ungarna blir flygga efter cirka 40–50 dygn. Oftast stannar ungarna hos föräldrarna fram till nästa häckning. Om flera kanadagåspar på samma plats får ungar slås kullarna ofta samman till en större flock med ungar som vaktas i skift av föräldraparen.

### Föda
Födan består främst av gräs och andra växter samt deras rötter, men det förekommer att den även äter små insekter och fisk. Kanadagäss i parker låter sig gärna matas med bröd av människor. I en större flock med betande kanadagäss håller några gäss vakt medan de andra betar.

## Kanadagåsen och människan

### Status och hot
Merparten av världens populationer av kanadagås ökar, men det finns de som minskar. Underarten asiatica som förekom i området kring Berings hav är utdöd sedan ungefär 1914. Kanadagåsen har ett mycket stort utbredningsområde. Den globala populationen uppskattas till cirka 5 000 000–6 200 000 individer varav den europeiska uppskattas till 2 000–10 000 adulta individer. Baserat på detta kategoriserar IUCN arten som livskraftig (LC).

### Miljöpåverkan
Kanadagåsen anses i många av de områden där den är introducerad vara ett skadedjur, bland annat för att den äter upp växter och lämnar stora mängder spillning efter sig.